# Протей (пьеса)
«Протей» (др.-греч. Πρωτεύς) — сатировская драма древнегреческого драматурга Эсхила (первая половина V века до н. э.), посвящённая мифам о Троянской войне. Её текст утрачен за исключением ряда небольших фрагментов (фрг. 210—215 Radt).
В основу сюжета пьесы лёг один из эпизодов «Одиссеи». Менелай, возвращаясь домой из Трои, оказался из-за штормов в Египте, там с помощью хитрости поймал морское божество Протея, узнал у него о своём пути домой и о судьбе брата, Агамемнона. Текст почти полностью утрачен, сохранилось только несколько строк.